# Cevoli
Cevoli (pronuncia: Cèvoli) è una frazione del comune italiano sparso di Casciana Terme Lari, nella provincia di Pisa, in Toscana.

## Geografia fisica
È presente un castello con pieve (dedicata ai santi Pietro e Paolo) sul dorso di una collina tufacea.
A est della collina di Cevoli scorre il fiume Cascina, a sud il borro di San Ruffino, mentre a ovest ha origine dai rivi Zannoncino e Lucagnano il fosso Zannone.

## Storia
Del castello e chiesa di Cevoli si trovano memorie sino al IX secolo fra le carte dell'archivio arcivescovile di Lucca, alla cui diocesi Cevoli apparteneva. Occupato ostilmente dai Pisani con altri luoghi di Valdera, fu restituito ai vescovi lucchesi con pace del 1175. Coerenti a tal fatto sono i privilegi concessi a quei gerarchi da Ottone IV (1209) e da Carlo IV (1355) cui confermarono fra gli altri luoghi Castra et curtes de Ceoli cum suis adjacentis et justitia.
Ma quando Carlo IV la confermava Diocesi di Lucca, già da molto tempo a Cevoli teneva assoluto dominio il Comune di Pisa coi suoi magnati, per modo che la torre di Cevoli, posta nel luogo più eminente della collina, fino dal XIII secolo era posseduta dai Venerosi conti palatini di Strido e Frosini, poi passata, insieme alla omonima villa, ai conti Agostini Venerosi della Seta per il fedecommesso (1703) dell'ultimo discendente conte Alamanno. Coi materiali dell'abbattuto torrione, un individuo della famiglia Ceuli edificò qui una grandiosa chiesa che lasciò incompleta.

## Monumenti e luoghi d'interesse
- Chiesa dei Santi Pietro e Paolo, chiesa parrocchiale della frazione, risale al periodo altomedievale. La parrocchia di Cevoli nel 1260 era la prima succursale della pieve di San Marco a Sovigliana. Fu restaurata nel XV secolo, ingrandita di nuovo e divisa in tre navate nel 1710, epoca della consacrazione fatta dal vescovo di San Miniato, dieci anni prima che fosse eretta in parrocchia plebana. Nell'antico quadro dell'altar maggiore rappresentante la Beata Vergine con i santi Pietro e Paolo, attualmente nel coro, appare il nome dell'autore Andrea da Pisa, che lo dipinse nel 1490. Contemporanei di età sembrano alcuni affreschi superstiti nelle pareti della chiesa, e i vetri dipinti in un finestrone.
- Palazzo della Comunità di Cevoli, edificio posto all'ingresso del paese sulla strada che viene da Sovigliana, fu sede del comune rurale di Cevoli. Sulla facciata varie lapide (tra questa quna che ricorda i nomi di chi andò da Cevoli a combattere per le guerre risorgimentali d'inizio '800) e lo stemma del paese, purtroppo non più leggibile.